# Фореста (Потенца)
Фореста (итал. Foresta) је насеље у Италији у округу Потенца, региону Базиликата.
Према процени из 2011. у насељу је живело 24 становника. Насеље се налази на надморској висини од 343 м.